# Las chicas del calendario
Las chicas del calendario  (en inglés: Calendar Girls pronunciado //) es una película basada en la historia real de un grupo de mujeres británicas que se fotografiaron desnudas para un calendario en beneficio de la lucha contra la leucemia. El coraje de este grupo de mujeres convirtió esta historia local de un pueblo de Inglaterra en un evento mediático internacional y sirvió de inspiración para muchos actos de captación de fondos de todo el mundo. Se estrenó en Inglaterra el 12 de septiembre de 2003 y ha recaudado unos 28 millones de euros.

## Sinopsis
Chris (Helen Mirren) y Annie (Julie Walters) son dos buenas amigas muy unidas a pesar de las diferencias de carácter. Viven en un pequeño pueblo de Yorkshire (Inglaterra)y ambas participan en el Instituto Local de la Mujer (IM), donde mantienen reuniones con otras mujeres semanalmente, pero un acontecimiento inesperado azota la vida de Annie. Su marido muere de leucemia y ella queda muy afectada. Chris encabeza un proyecto junto a sus compañeras para recaudar fondos para el hospital del pueblo. Su idea (aparentemente tradicional) consiste en publicar un calendario con las fotos de distintas mujeres, una para cada mes. Cada una tendrá que posar como si estuvieran haciendo algunas de sus labores tradicionales: haciendo mermelada, plantando macetas o tejiendo. Todo muy tradicional. Pero la idea adquiere un giro inesperado, todas posarán ¨al desnudo¨. Antes de saberlo, bombardean los titulares de los periódicos nacionales e internacionales. En el viaje de promoción a Hollywood, aparecen en talk shows y portadas de revistas. Con el furor y el glamour, la amistad de Chris y Annie se pone a prueba.

## Premios
- 2003: Globos de Oro: Nominada a Mejor actriz comedia o musical (Helen Mirren).
- 2003: Premios del Cine Europeo: Nominada a Mejor actriz (Helen Mirren).
- 2003: Festival de Tokio: Nominada al Tokyo Grand Prix.
- 2004: Satellite Awards: 2 nominaciones.